# Psalis securis
Psalis securis är en fjärilsart som beskrevs av Jacob Hübner 1823. Psalis securis ingår i släktet Psalis och familjen tofsspinnare. Inga underarter finns listade i Catalogue of Life.